# Oda z Haldenslebenu
Oda z Haldenslebenu (asi 955/60, Quedlinburg – 1023, tamtéž) byla druhá manželka vládce Polska Měška I. a polská kněžna. 

## Život
Narodila se jako nejstarší dítě Dětřicha z Haldenslebenu, markraběte Severní marky.
Oda zřejmě vyrostla v klášteře v Calbe severně od Magdeburku. Zde se stala řeholnicí a okolo roku 978/79 byla z kláštera unesena ovdovělým polským knížetem Měškem I. Některé zdroje spekulují o tom, že se tak stalo se souhlasem jejího otce. Měšek se s Odou i bez církevního požehnání oženil a během jejich manželství došlo k většímu rozšíření křesťanství na Měškově území.
| „                     | ...Oda porodila tři syny: Měška, Svatopluka a... Vedla život ve velké počestnosti až do manželovy smrti, vlídně přijímána těmi, u nichž přebývala a pomáhajíc všem svým krajanům. | “ |
| — Dětmar z Merseburku | |   |

Po Měškově smrti roku 992 bojoval jeho nejstarší syn Boleslav Chrabrý se svými mladšími nevlastními bratry o ovládnutí dědictví. Podle některých historiků tento boj trval jen několik týdnů, podle jiných skončil až okolo roku 995, když Boleslav vykázal svou nevlastní matku a bratry z Polska a ovládl celé území, které patřilo Měškovi. Z této doby patrně pochází listina známá jako Dagome iudex upravující rozsah území tehdejšího polského státu.
Poté se Oda vrátila do Německa a vstoupila do kláštera v Quedlinburgu, kde zemřela jako jeptiška v roce 1023, téměř třicet let po svém manželovi. O osudech jejích synů není nic známo, ale v roce 1032 se její vnuk Dětřich nebo Dytryk vrátil do Polska a po svržení Měška II. Lamberta získal část země. Nicméně o rok později kontrolu nad územím znovu ztratil, protože Měšek II. znovu Polsko sjednotil pod svou vládou.